# Eugen Dobrogeanu

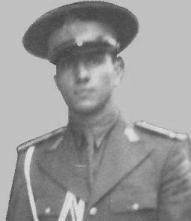
Eugen Dobrogeanu

Eugen Dobrogeanu (n. 17 octombrie 1913, București — d. 18 ianuarie 1992, București) a fost un ofițer de jandarmi (colonel în rezervă) licențiat în drept, primul bibliograf al criminalisticii române.

## Biografie
Eugen Dobrogeanu a terminat școala primară în 1925, după care a urmat Liceul Gheorghe Sincai din București, unde a obținut diploma de bacalaureat în 1932. În același an a fost admis la Școala de Ofițeri de Jandarmi pe care a terminat-o în 1935, fiind după aceea încadrat ca instructor la Școala de Subofițeri de Jandarmi din Focșani, unde a ținut cursuri de poliție tehnică și procedură penală pînă în anul 1940.
Licențiat al Facultății de Drept din București, Secțiunea Juridică și absolvent al examenului oral de doctorat politico-economic, Eugen Dobrogeanu a publicat numeroase studii de poliție tehnică, criminalistică și poliție tehnică aplicată. În lucrarea „Poliția științifică în bibliografia română” (Poliția Modernă, Focșani 1940) subliniază, printre altele, meritele profesorilor Mina și Nicolae Minovici care, prin activitatea lor în cadrul Institutului Medico-Legal din București, au pus bazele medicinei judiciare din România.
Începînd din anul 1941 a fost detașat la Inspectoratul General al Jandarmeriei din București, unde a fost numit șef al Biroului de Urmărire a Organizațiilor Legionare în cadrul Secției a II-a. În aceasta calitate s-a ocupat cu redactarea buletinului informativ zilnic, centralizînd și sintetizînd evenimentele raportate de formațiunile de jandarmi din întreaga țară.
În perioada 1943-1944, Eugen Dobrogeanu a fost direct implicat în Operațiunea Autonomous în subordinea generalului Constantin Tobescu, facînd parte din garda militară desemnată pentru paza celor trei ofițeri englezi parașutați în România și luați prizonieri, anume Alfred de Chastelain, Ivor Porter și Silviu Mețianu. Cu acest prilej a întreținut relații amicale cu prizonierii aflați în detenție, fiindu-le acestora de ajutor prin diverse facilități incluzînd informații despre evenimentele zilei. În final s-a ajuns pînă la intermedierea de către Dobrogeanu a transmiterii de mesaje din partea prizonierilor englezi cu scopul de a-i ajuta să evadeze. Din păcate, acest scop nu s-a mai putut realiza, el fiind trimis pe frontul de est la Odesa.
Între aprilie 1946 și martie 1948 Eugen Dobrogeanu a lucrat ca locțiitor al comandantului Școlii de Ofițeri de Jandarmi, unde a predat cursuri de poliție economică și științifică, precum și metodele de descoperire a infracțiunilor economico-penale. Ulterior, el a fost detașat la Siguranța Capitalei ca director adjunct și șef al Serviciului de Informații, unde a lucrat efectiv nu numai la descoperirea organizațiilor legionare, dar și la urmărirea infracțiunilor economice.
Din septembrie 1948 pînă în ianuarie 1949 a făcut parte din Comisia de Organizare a Miliției. El a fost transferat apoi la Direcția Generală a Miliției ca director al Serviciului de Protecție și Pază și șef al Secretariatului, fiind avansat la gradul de locotenent-colonel.
La 31 martie 1951 Eugen Dobrogeanu a fost arestat sub acuzația de „crimă și activitate intensă contra clasei muncitoare și mișcării revoluționare”. După aproape cinci ani de anchetă el a fost pus în libertate, prin sentința Nr. 114/1956 fiind declarat neculpabil și achitat de orice penalitate de faptele ce i se imputaseră.
După eliberarea din închisoare, a lucrat ca muncitor necalificat la Întreprinderea Prestări-Servicii București, apoi normator și, în cele din urmă, ca economist la Întreprinderea de Comerț Exterior Romtrans de unde a ieșit la pensie.
După revoluția din decembrie 1989, locotenent-colonelul Eugen Dobrogeanu a fost avansat la gradul de colonel în rezervă. El a încetat din viață în ianuarie 1992.

## Lucrări publicate
- Terorismul sub masca naționalismului, în Revista Jandarmeriei Nr. 3-4, martie-aprilie 1938, paginile 81-83
- Fotografia în cercetările penale, în Revista Jandarmeriei, 1938
- Microfotografia în cercetările penale, în Poliția Modernă, octombrie 1938
- Radiografia în cercetările penale, în Revista Jandarmeriei, octombrie 1938
- Fotografia metrică, în Revista Jandarmeriei, iulie 1939
- Cinematografia în cercetările penale, Focșani 1939
- Aplicarea fotografiei penale, în Revista Jandarmeriei, octombrie 1940
- Poliția științifică în bibliografia română, în Poliția Modernă, Focșani 1940
- Fotografia la razele infraroșii și ultraviolete în poliția științifică, noiembrie 1940
- Studiul armelor de foc, în Revista Jandarmeriei, 1940
- Identificarea cu ajutorul urmelor de pași, în Revista Jandarmeriei, 1942
- Reconstituirea, în Revista Jandarmeriei, 1943
- Desenul în tehnica cercetării infracțiunilor, în Revista Jandarmeriei, 1943
- Cazierul judiciar, în Revista Jandarmeriei, 1943
- Noțiuni de poliție tehnică. Portretul vorbit sau semnalmentul descriptiv, în Revista Jandarmeriei, Anul XXIII, Nr. 3-4-5-6, martie-iunie 1945, paginile 69-80
- Falsificarea de bani, în Revista Jandarmeriei, Nr. 1-3, ianuarie-martie 1947, paginile 23-27
- Cîte forme de democrație cunoaștem. Care sunt caracteristicile lor, în Revista Jandarmeriei Nr. 11-12, decembrie 1947, paginile 33-60

## Distincții
- Ordinul Coroana României în grad de cavaler
- Medalia „Eliberarea de sub jugul fascist”
- Medalia "Victoria împotriva hitlerismului 1941-1945"
- Honorary Member of the Italian Scout Federation "Federscout"